# Edward Harley, 2. Earl of Oxford and Earl Mortimer

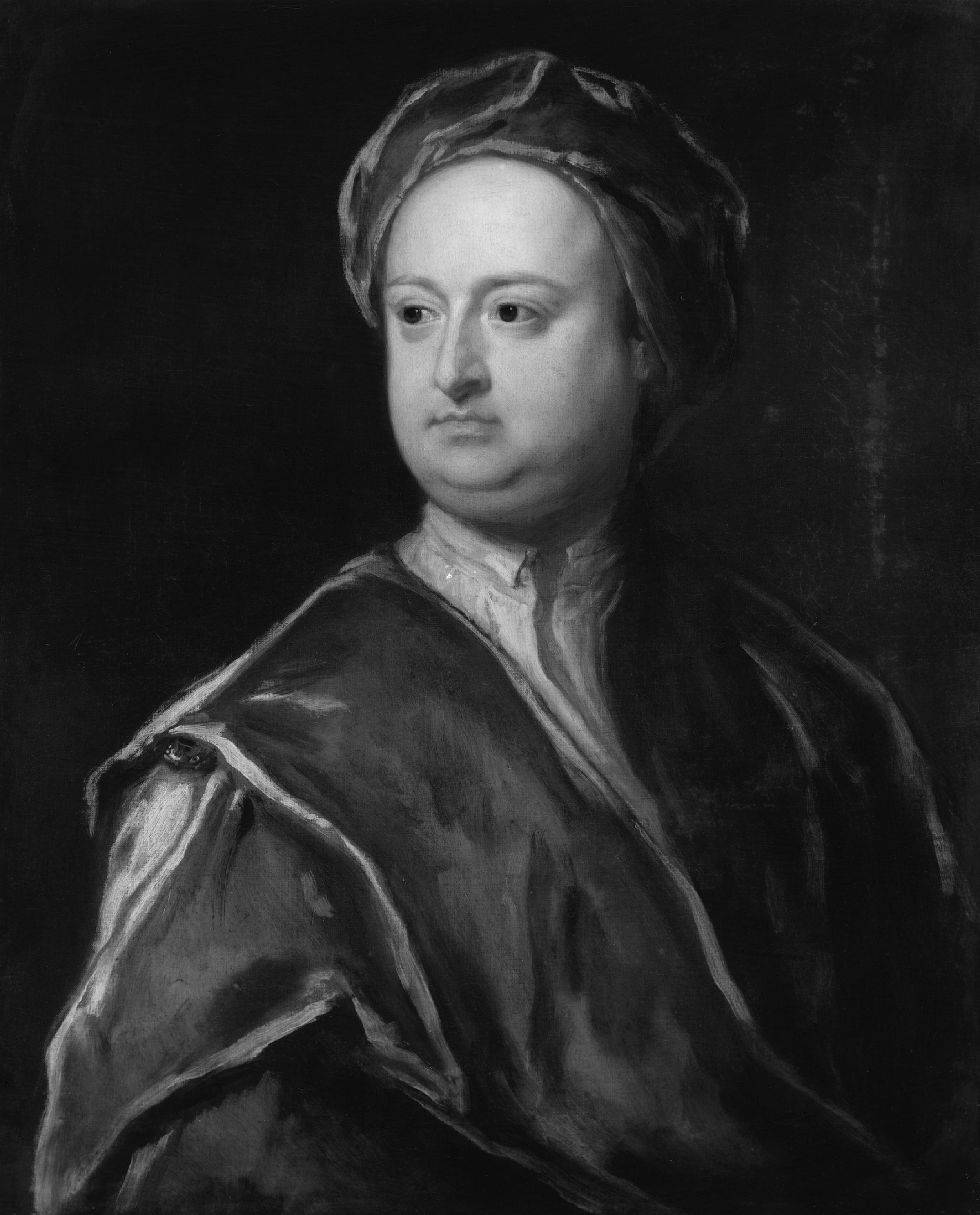
Edward Harley, 2. Earl of Oxford and Earl Mortimer, um 1725

Edward Harley, 2. Earl of Oxford and Earl Mortimer (* 2. Juni 1689; † 16. Juni 1741 in London) war ein britischer Peer und Politiker.

## Leben
Er war der einzige Sohn des Robert Harley, 1. Earl of Oxford and Earl Mortimer, aus dessen erster Ehe mit Elizabeth Foley. Als Heir apparent seines Vaters führte er ab 1711 den Höflichkeitstitel Lord Harley.
Er war von 1711 bis 1715 als Burgess für New Radnor in Wales und von 1722 bis 1724 als Knight of the Shire für Cambridgeshire Abgeordneter im britischen House of Commons. Im Parlament gehörte er der Partei der Tories an.
Beim Tod seines Vaters erbte er 1724 dessen Adelstitel als 2. Earl of Oxford and Earl Mortimer und 2. Baron Harley, wurde dadurch Mitglied des britischen House of Lords und schied dafür aus dem House of Commons aus.
Von 1728 bis 1741 hatte er das Amt des High Steward of Cambridge inne. 1733 wurde er Vizepräsident des George’s Hospital, London, und 1739 Gouverneur des Foundling Hospital, London.
Am 31. August 1713 heiratete er Lady Henrietta Cavendish Holles (1694–1755), Erbtochter des John Holles, 1. Duke of Newcastle. Mit ihr hatte er eine Tochter, Lady Margaret Harley († 1785), die 1734 William Bentinck, 2. Duke of Portland, heiratete, und einen Sohn, Henry Cavendish Harley, Lord Harley (*/† 1825), der kurz nach der Geburt starb. Da er bei seinem Tod, 1741, keinen männlichen Nachkommen hinterließ, fielen seine Adelstitel an seinen Cousin Edward Harley als 3. Earl.

## Büchersammler
Die Bibliothek seines Vaters, die Harleian Library baute er weiter aus und sammelte dazu weitere tausende Bücher, die später der dänische Graf und Sammler Otto Thott erwarb.